# Deutsches Sport & Olympia Museum

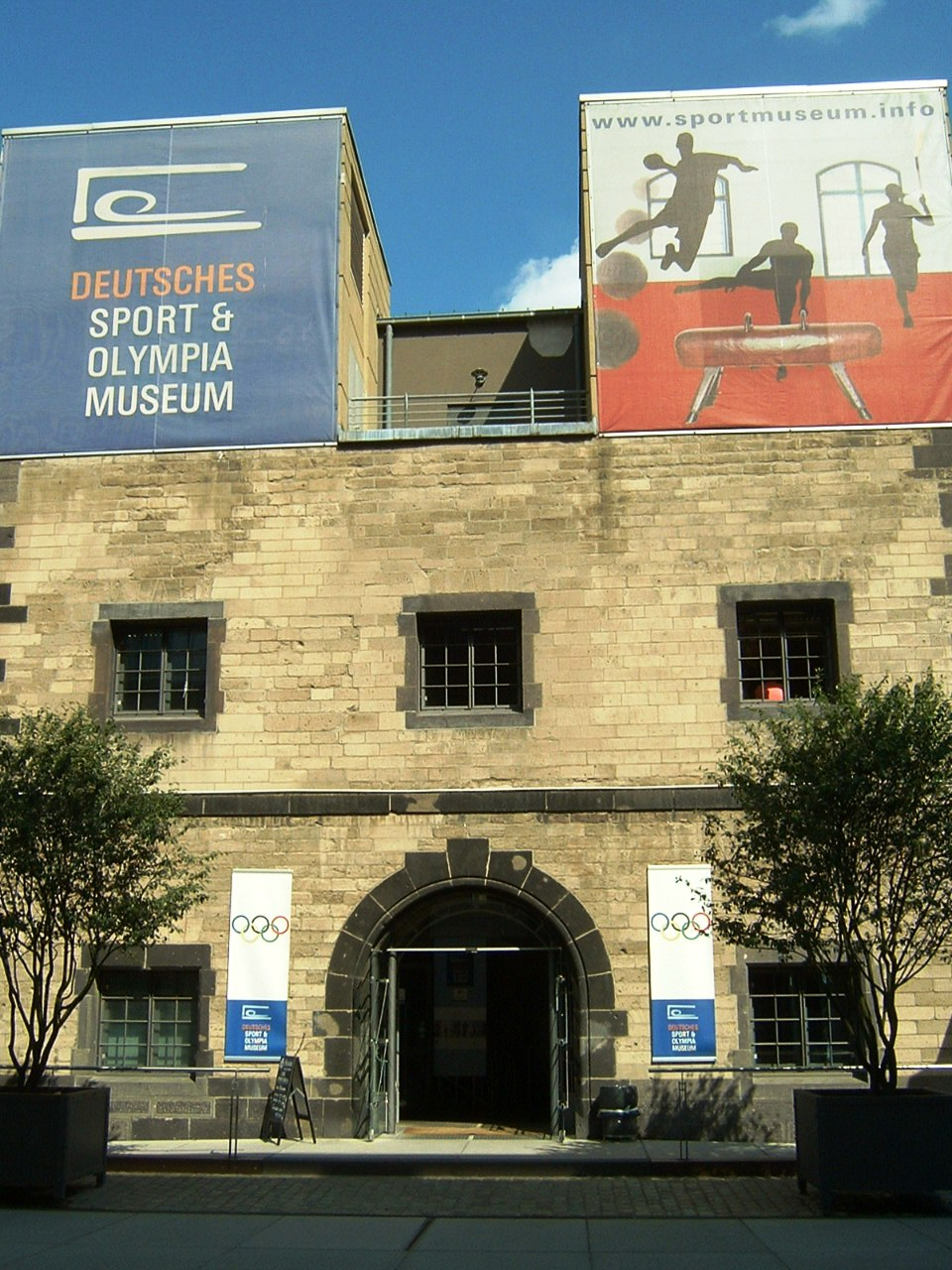
Deutsches Sport & Olympia Museum (2012)

Das Deutsche Sport & Olympia Museum ist ein Museum in Köln, das die Sportgeschichte von der Antike bis zur Moderne präsentiert. Es liegt im Kölner Rheinauhafen innerhalb des Stadtteils Köln-Altstadt-Süd.

## Geschichte

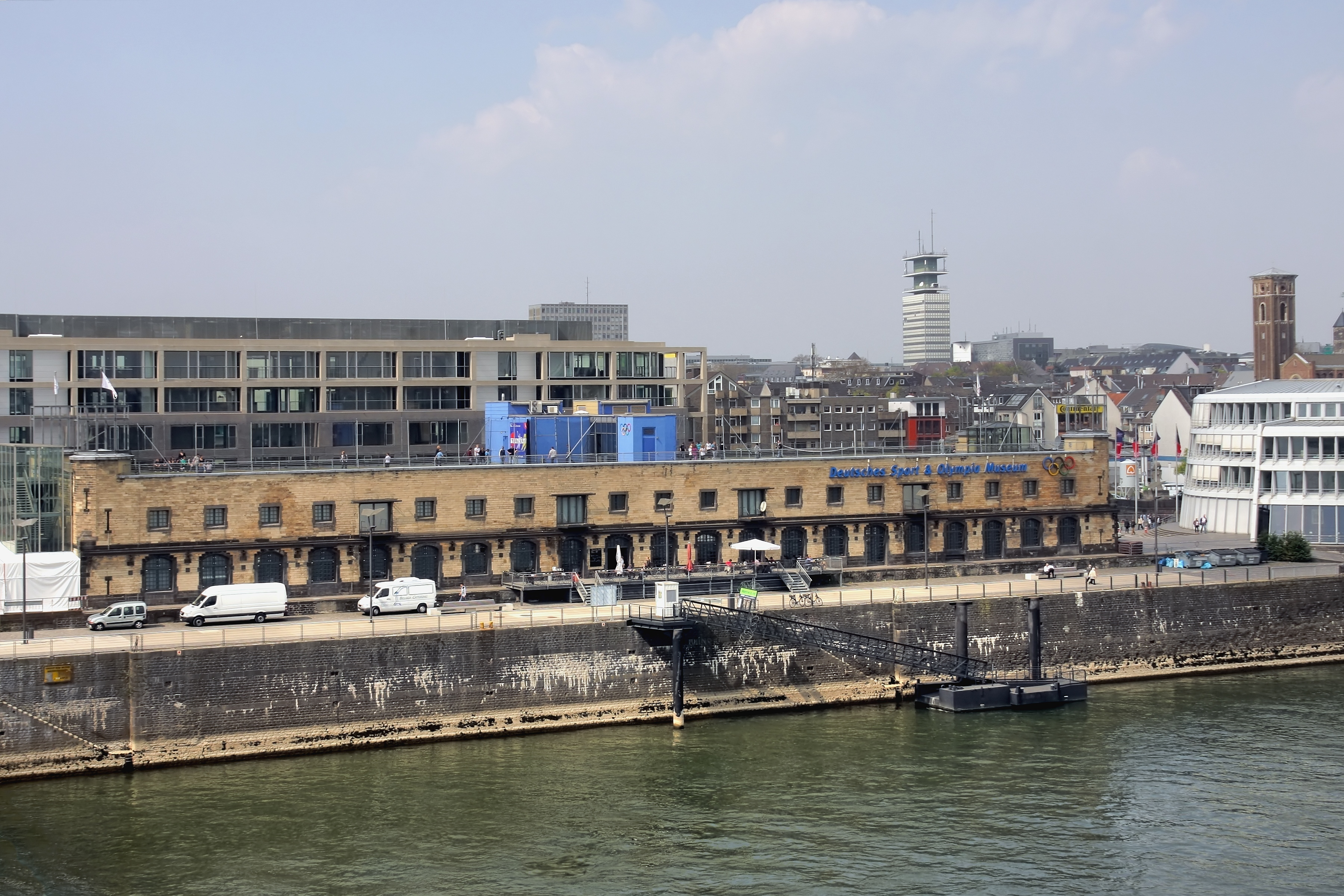
Außenansicht des Deutschen Sport & Olympia Museums (2010)

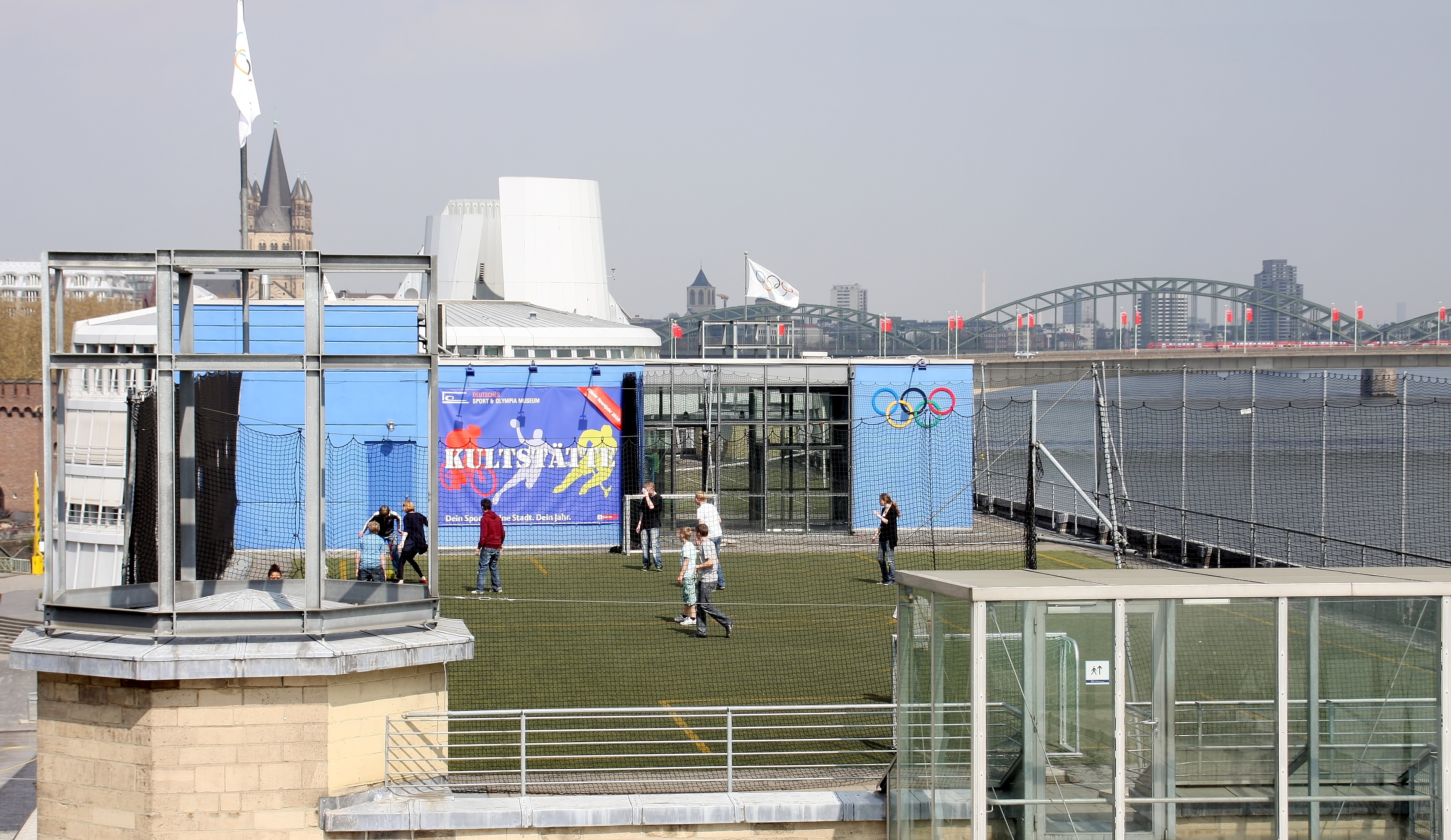
Sportplatz auf dem Dach des Museums (2010)

Nach einem ersten – erfolglosen – Versuch 1972, ein nationales Sportmuseum zu errichten, bekräftigten der Deutsche Sportbund und das Nationale Olympische Komitee für Deutschland diesen Plan im Jahre 1978 durch entsprechende Grundsatzbeschlüsse. Als Standort wurde Köln festgelegt, wo sich am 16. Dezember 1982 zur Umsetzung dieser Zielvorgabe der gemeinnützige „Verein Deutsches Sportmuseum“ konstituierte.
Neben den beiden Organisationen traten fast alle Landessportbünde, zahlreiche Olympische Fachverbände sowie die Stadt Köln, das Land NRW, die Deutsche Sporthochschule Köln und die Deutsche Olympische Gesellschaft dieser Organisation bei. Zentrale Aufgaben des Vereins waren der Aufbau einer attraktiven, sporthistorischen Sammlung und die Einwerbung von Finanzmitteln für den Museumsbau. Die fachliche Leitung lag in den Händen von Manfred Lämmer, dem damaligen Leiter des Instituts für Sportgeschichte der DSHS Köln.
Mit Unterstützung der Stadt Köln, des Landes NRW und der Bundesregierung konnte 1996 eine denkmalgeschützte, ehemalige „Zollhalle 10“ im innerstädtisch gelegenen Rheinauhafen von der stadteigenen Häfen und Güterverkehr Köln erworben und für den neuen Nutzungszweck als Museum umgebaut werden. Bei der „Zollhalle 10“ handelte es sich um einen im Jahre 1898 von Bernhard Below errichteten Speicher, der umfangreiche Umbaumaßnahmen erforderte. Diese erfolgten zwischen März 1998 und Sommer 1999. Weitere Finanzmittel für den Innenausbau und insbesondere die Dauerausstellung stellten die Kreissparkasse Köln und die Stadtsparkasse Köln bereit. Diese regten dann auch die Gründung einer gemeinnützigen Stiftung für den Betrieb des Museums mit dem Namen „Deutsches Sport & Olympia Museum“ an, die am 15. Dezember 1998 in Köln gegründet wurde. Stiftungsmitglieder sind neben dem Deutschen Olympischen Sportbund (DOSB) nahezu alle Landessportbünde und über 40 Spitzen- und Sportverbände sowie die Deutsche Olympische Gesellschaft (DOG), die Stiftung Deutsche Sporthilfe, das Land NRW, die Stadt und der Stadtsportbund Köln sowie weitere Einrichtungen des Sports. Der Präsident des Deutschen Basketball Bundes Ingo Weiss ist Vorsitzender des Vereins- und Stiftungsvorstandes. Er folgte dem Leiter seit Gründung Walther Tröger, der das Museum für viele Jahre leitete.
Das Museum eröffnete am 26. November 1999. Auf 2000 m² Ausstellungs- und Aktionsfläche in zwei Etagen werden sportartenübergreifend verschiedenste Aspekte des nationalen, internationalen und olympischen Sports in einer Dauerausstellung und Wechselausstellungen gezeigt. Das Museum finanziert sich überwiegend aus Eintrittsgeldern, Vermietung/Veranstaltungen und Spendengelder. Hauptzuwendungsgeber sind das Land Nordrhein-Westfalen und der Deutsche Olympische Sportbund. Hinzu kommen Einnahmen und Überschüsse der Deutschen Kultur & Sport Marketing GmbH. Sie ist exklusive Event- und Vermarktungsgesellschaft des Museums und wurde 2007 gegründet.

## Leitung
Im November 1999 eröffnete Karlheinz Wiegmann als Gründungsdirektor das Museum, im Jahr 2005 folgte ihm Christian Wacker. In der Zeit von 2009 bis 2012 übernahm Frank Dürr die Leitung des Hauses. Im Anschluss amtierte Wolfgang Lewitzki als kommissarischer Direktor. Als neuer Museumsleiter fungiert seit Oktober 2013 der Sporthistoriker Andreas Höfer.

## Dauerausstellung

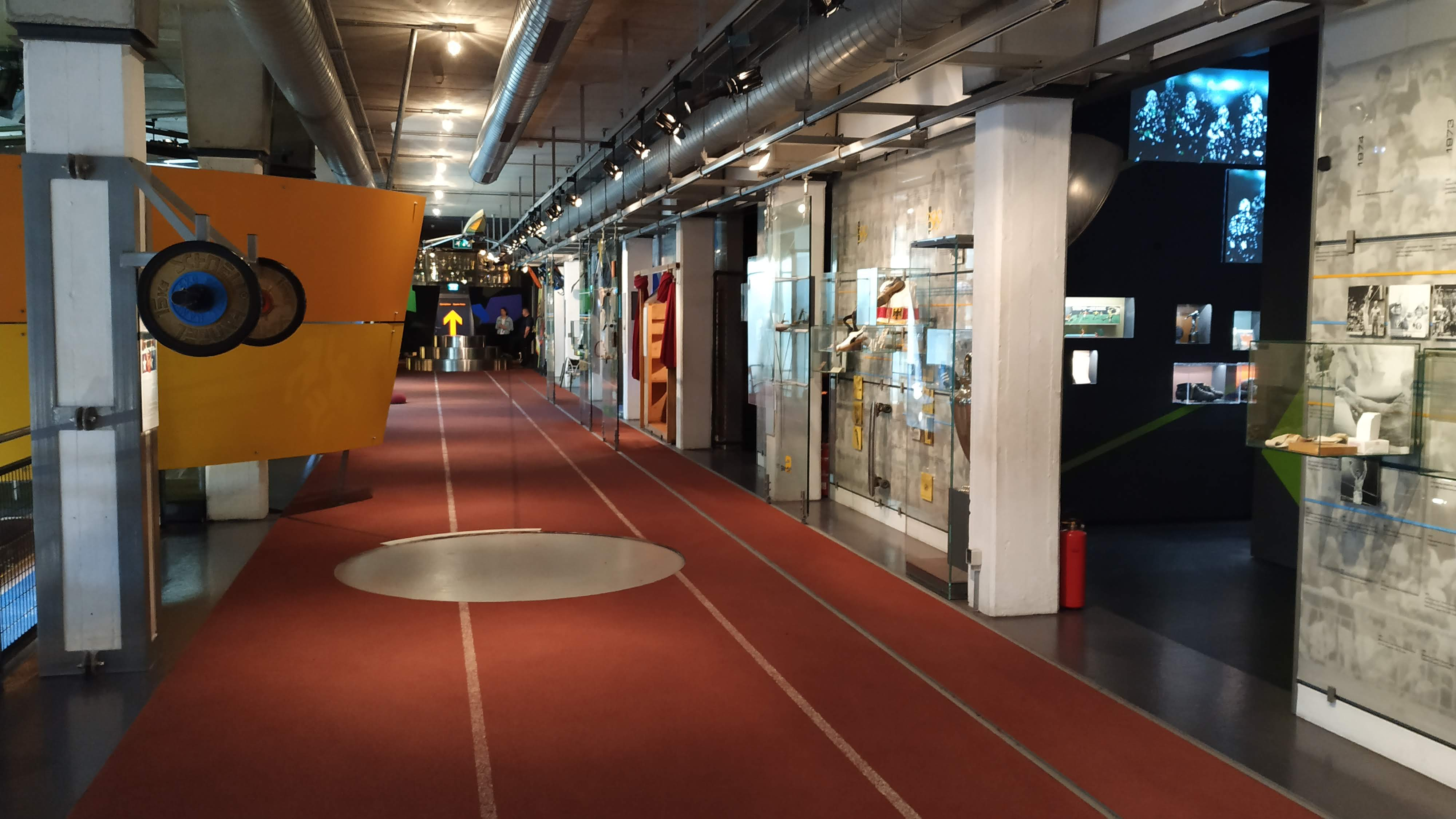
Blick in die Dauerausstellung des Deutschen Sport & Olympia Museums

Neben unterschiedlichen Themenräumen (Antike, Deutsches Turnen, Englischer Sport, Olympische Spiele 1936, Boxen, Fußball, Olympische Spiele 1972, Trendsport, Wintersport) ist die „Timeline“ der zentrale Zeitstrahl der Dauerausstellung. Angefangen vom Arbeitersport im ausgehenden 19. Jahrhundert bis zu aktuellen Geschehnissen kann der Besucher anhand ausgewählter Objekte die Welt des Sports umfassend betrachten, angereichert mit diversen Mitmachstationen, die zu sportlicher Aktivität einladen.

## Sammlung

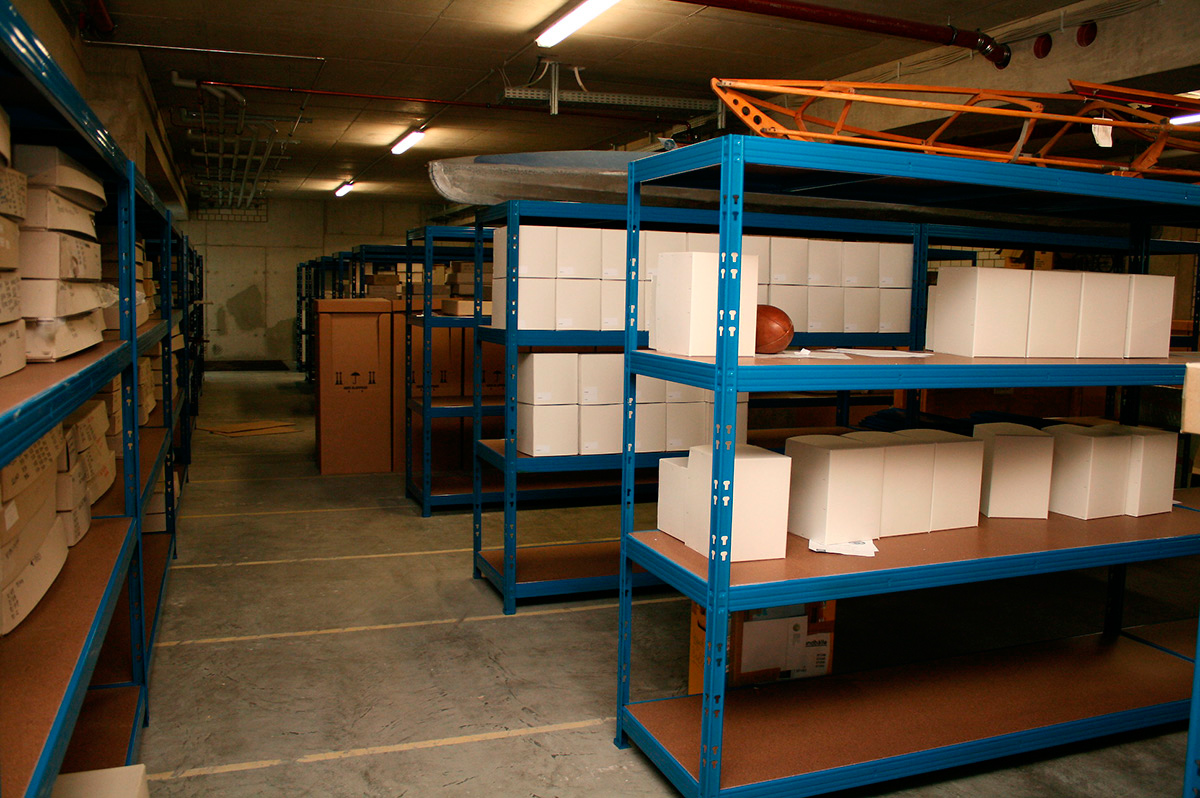
Einblick in eins von vier Depots des Deutschen Sport & Olympia Museums

Neben etwa 2000 Ausstellungsstücken in der Dauerausstellung verfügt das Deutsche Sport & Olympia Museum über einen Bestand von 120.000 Objekten verteilt auf vier Depots im Kölner Stadtgebiet.
Neben dem Präsentieren zählt das Sammeln, Bewahren, Forschen und Vermitteln von Zeitzeugnissen zu den Hauptaufgaben des Museums.
Ziel der Sammlungstätigkeit ist die Aufnahme sporthistorischer relevanter Objekte, dazu können ganze Sammlungen und Nachlässe, national und international bedeutsame Einzelstücke, Memorabilia und Autographen gehören.
Das Widerspiegeln aktueller sportlicher Großereignisse wie z. B. Olympische Spiele, Weltmeisterschaften, Europameisterschaften und deutsche Meisterschaften sowie das personalisierte Einzelstück eines Sportlers fließt in die Sammlung ein.
Schwerpunkte der Sammlung sind thematisch die Olympischen Spiele, Deutsches Turnen, Leichtathletik, Fußball, Sport und Kunst, aber auch sportliche Entwicklungen von grundlegender Bedeutung.
Das Museum ist Leihgeber für verschiedenste Museen und Ausstellungsprojekte sowie für Film- und Fernsehproduktionen.

## Besonderheiten
Als spektakulär gelten die zwei auf dem Dach befindlichen Sportplätze des Museums, auf denen Fußball, Tennis- oder Basketball gespielt werden kann. Von dort aus hat man einen Blick auf den Kölner Dom, die Severinsbrücke und den direkt am Museum entlang fließenden Rhein.
Das Museum liegt in der Kölner Innenstadt im Rheinauhafen in unmittelbarer Nähe des Imhoff-Schokoladenmuseums. Es hat jährlich ca. 150.000 Besucher. Neben seinen Aufgaben im Bereich Ausstellung und Sammlung bietet das Museum Veranstaltungsmöglichkeiten für Verbände, der Wirtschaft und Einzelpersonen.